# Helena Molony
Helena Mary Molony (Dublín, 15 de enero de 1883 - Dublín, 29 de enero de 1967) fue una destacada activista republicana, feminista y laboral irlandesa. Luchó en el Levantamiento de Pascua de 1916 y más tarde se convirtió en la segunda mujer presidenta del Congreso de Sindicatos Irlandeses.

## Primeros años de vida
Molony nació en el número 8 de Coles Lane, cerca de Henry Street, en el centro de Dublín. Es hija de Michael Molony, un tendero, y Catherine McGrath. Su madre murió cuando Molony todavía era joven y su padre se volvió a casar. La pareja se volvió alcohólica, algo que influiría en Helena años más tarde.

## Inghinidhe na hÉireann
En 1903, inspirada por un discurso pronacionalista pronunciado por Maud Gonne, Molony se unió a Inghinidhe na hÉireann (del irlandés, "Hijas de Irlanda") y comenzó un compromiso de por vida con la causa nacionalista. En 1908 se convirtió en editora del periódico mensual de la organización, Bean na hÉireann (del irlandés, "Mujer de Irlanda"). Bean na hÉireann reunió a un grupo nacionalista formado por diferentes personas. Constance Markievicz, diseñaba la portada y escribía la columna de jardinería. Sydney Gifford (bajo el alias "John Brennan") escribía para el periódico y formó parte de su equipo de producción. Entre otros de sus colaboradores se encontraban Eva Gore-Booth, Susan L. Mitchell y Katharine Tynan, así como Patrick Pearse, Thomas MacDonagh, George William Russell, Roger Casement, Arthur Griffith y James Stephens. El periódico incluía una selección ecléctica de artículos: notas de moda (que incluían materiales y ropa fabricada en Irlanda), una columna sobre trabajo, cocina, política, ficción, poesía...
Molony fue una pieza central en el activismo del movimiento de las comidas escolares. Junto a otra personas, entre ellas Maud Gonne y Marie Perolz, organizó el suministro de comidas escolares diarias a niños en áreas empobrecidas y presionó a la Bardas Bhaile Átha Cliath (del irlandés, "Corporación de Dublín") y otros organismos para que proporcionaran comidas adecuadas que tuvieran carne, verduras, arroz y leche a los niños hambrientos de Dublín.

## Republicanismo y laborismo
Molony también trabajó de actriz y formó parte del elenco del Abbey Theatre. Sin embargo, su principal compromiso fue con su trabajo político. Fue una fuerte influencia política y se le atribuye haber atraído a muchas personas al movimiento, entre ellas Constance Markievicz y la Dra. Kathleen Lynn, quien escribió: "Solíamos tener largas charlas y me convirtió al movimiento nacional. Era una chica muy inteligente y atractiva con un tremendo poder para hacer amigos".
Como activista laboral, Molony fue una amiga cercana de Markievicz y de James Connolly, de quien fue secretaria durante un tiempo. En noviembre de 1915, Connolly la nombró secretaria del Sindicato de Trabajadoras Irlandesas, como sucesora de Delia Larkin. Este sindicato se formó durante la huelga en la fábrica de galletas Jacob's de 1911, y fue parte del cierre patronal de Dublín de 1913. Molony dirigía la fábrica de camisas del sindicato en Liberty Hall, fundada para dar empleo a huelguistas que había perdido su trabajo y habían sido incluidos en una lista negra después de la huelga. "Ninguno de ellos ha ganado ni un centavo por su participación en ambas luchas [el Alzamiento de 1916, donde estuvieron todos, y la huelga en Jacob's]", escribió Molony en su declaración a la Oficina de Historia Militar. "Así nace la verdadera aristocracia de un país". Era amiga de la familia de Thomas MacDonagh y su esposa, Muriel, y fue la madrina de su hija Barbara, cuyo padrino era Patrick Pearse. Al describir Liberty Hall, donde Connolly pasaba gran parte de su tiempo, escribió: "Connolly, después de las horas de trabajo, recibía visitas privadas... Pearse me llamó muchas veces, también Joe Plunkett y Tom MacDonagh. Todos estos hombres eran amigos íntimos míos, así que me pareció bastante natural animarlos a que nos compraran calcetines y corbatas".
En el mismo relato, Molony describe cómo repartía panfletos en O'Connell Street, que entonces estaba en el lado de la Oficina General de Correos (GPO, por sus siglas en inglés) y por la que solían pasar soldados británicos y sus acompañantes femeninas: "La policía nos vio a las señoritas Elizabeth O'Farrell, Sighle Grennan y a mí. Salimos corriendo y nos persiguieron por Henry Street, Mary Street y hasta el mercado de Capel Street. Conseguimos escapar, ya que éramos jóvenes y rápidas, y la policía se veía obstaculizada por los abrigos largos y pesados. En general, temíamos más a los soldados con sus bastones".
Fianna Éireann, el cuerpo de cadetes de los Voluntarios Irlandeses, fue fundado por Constance Markievicz en la casa de Molony en el número 34 de Lower Camden Street, Dublín, el 16 de agosto de 1909. Markievicz trabajó estrechamente con Molony y Bulmer Hobson en la organización del nuevo Fianna. Fue durante este período de trabajo conjunto en la formación de Fianna que Molony y Hobson iniciaron una relación romántica. Sin embargo, esta relación no duraría. En la década de 1930, Molony le confió a una amiga que creía que iban a casarse, pero que Hobson le había "roto el corazón" y la había abandonado.

## Alzamiento de Pascua de 1916
Molony fue miembro destacada de Cumann na mBan, una organización paramilitar de mujeres republicanas formada en abril de 1914 como grupo auxiliar de los Voluntarios Irlandeses. Las integrantes de Cumann na mBan entrenaban junto a los hombres de los Voluntarios Irlandeses en preparación para la rebelión armada contra las fuerzas inglesas en Irlanda.
Durante el Alzamiento de Pascua de 1916, Molony fue una de las soldados del Ejército Ciudadano que atacó el Castillo de Dublín. Asesinaron a Sean Connolly, su comandante, durante la defensa del Ayuntamiento, y Molony fue capturada y encarcelada hasta diciembre de 1916.

## Vida posterior
Después de la guerra civil irlandesa Molony se convirtió en la segunda mujer presidenta del Congreso de Sindicatos Irlandeses. Siguió activa en la causa republicana durante la década de 1930, particularmente con la Liga de Defensa de las Mujeres Prisioneras y la Asociación de los derechos del Pueblo.
Desde la década de 1930, Molony mantuvo una relación con la Dra. Eveleen O'Brien, con quien vivió hasta su muerte en 1967.
Se retiró de la vida pública en 1946, pero continuó trabajando por los derechos laborales de las mujeres; murió en Dublín el 29 de enero de 1967 a raíz de un derrame cerebral. Molony está enterrada en el terreno republicano del cementerio de Glasnevin.